# Bowls na Igrzyskach Imperium Brytyjskiego 1934
Mecze Bowls rozegrane podczas II Igrzysk Imperium Brytyjskiego w 1934 roku obejmowały trzy konkurencje męskie: mecze singlowe, par i czwórek.

## Rezultaty
| Konkurencja |                                                                 |                                                                           |                                                              |
| ----------- | --------------------------------------------------------------- | ------------------------------------------------------------------------- | ------------------------------------------------------------ |
| Single      | Robert Sprot                                                    | W. S. MacDonald                                                           | Andrew Harvey                                                |
| Pary        | Tommy Hills / George Wright                                     | W.G. Hutchinson / A.A. Langford                                           | Thomas Davies / Stan Weaver                                  |
| Czwórki     | Anglia Fred Biggin Ernie Gudgeon Percy Thomlinson Robert Slater | Irlandia Północna Percy Watson Charlie Clawson George Watson Cecil Curran | Szkocja William Lowe Charles Tait James Morrison James Brown |

## Tabela medalowa
| Poz. | Państwo           |   |   |   | Łącznie |
| 1    | Anglia            | 2 | - | - | 2       |
| 2    | Szkocja           | 1 | - | 1 | 2       |
| 3    | Kanada            | - | 2 | - | 2       |
| 4    | Irlandia Północna | - | 1 | - | 1       |
| 5    | Walia             | - | - | 1 | 1       |
| 5    | Południowa Afryka | - | - | 1 | 1       |